# Hongxiang (socken i Kina, Shanxi)
Hongxiang (kinesiska: 洪相, 洪相乡) är en socken i Kina. Den ligger i provinsen Shanxi, i den norra delen av landet, omkring 56 kilometer sydväst om provinshuvudstaden Taiyuan. Antalet invånare är 21 198. Befolkningen består av 10 128 kvinnor och 11 070 män. Barn under 15 år utgör 19,0 %, vuxna 15-64 år 72 %, och äldre över 65 år 7,0 %.
Genomsnittlig årsnederbörd är 670 millimeter. Den regnigaste månaden är juli, med i genomsnitt 234 mm nederbörd, och den torraste är december, med 3 mm nederbörd.